# Rubén Sanz
Rubén Sanz Alonso (ur. 30 kwietnia 1980 w Valladolid) – hiszpański piłkarz występujący na pozycji pomocnika w AD Alcorcón.

## Statystyki klubowe
| Sezon   | Klub              | Kraj      | Liga               | Mecze | Bramki |
| ------- | ----------------- | --------- | ------------------ | ----- | ------ |
| 1999/00 | Real Valladolid B | Hiszpania | Segunda División B | 18    | 1      |
| 2000/01 | Real Valladolid B | Hiszpania | Tercera División   | 0     | 0      |
| 2001/02 | Real Valladolid B | Hiszpania | Tercera División   | 0     | 0      |
| 2002/03 | Langreo           | Hiszpania | Segunda División B | 31    | 1      |
| 2003/04 | AD Alcorcón       | Hiszpania | Segunda División B | 35    | 2      |
| 2004/05 | AD Alcorcón       | Hiszpania | Segunda División B | 35    | 2      |
| 2005/06 | AD Alcorcón       | Hiszpania | Segunda División B | 34    | 3      |
| 2006/07 | AD Alcorcón       | Hiszpania | Segunda División B | 36    | 2      |
| 2007/08 | AD Alcorcón       | Hiszpania | Segunda División B | 34    | 2      |
| 2008/09 | AD Alcorcón       | Hiszpania | Segunda División B | 42    | 3      |
| 2009/10 | AD Alcorcón       | Hiszpania | Segunda División B | 41    | 2      |
| 2010/11 | AD Alcorcón       | Hiszpania | Segunda División B | 19    | 3      |
| 2011/12 | AD Alcorcón       | Hiszpania | Segunda División B | 40    | 1      |
| 2012/13 | AD Alcorcón       | Hiszpania | Segunda División B | 37    | 0      |
| 2013/14 | AD Alcorcón       | Hiszpania | Segunda División B | 37    | 0      |
| 2014/15 | AD Alcorcón       | Hiszpania | Segunda División B | 21    | 0      |
| 2015/16 | AD Alcorcón       | Hiszpania | Segunda División B | 1     | 0      |

Stan na: 24 grudnia 2015 r.